# ТЕЦ заводу добрив у Актау
43°37′23″ пн. ш. 51°15′42″ сх. д. / 43.62306° пн. ш. 51.26167° сх. д.
ТЕЦ заводу добрив у Актау — теплова електростанція у Казахстані, яка входить до виробничого комплексу заводу добрив компанії «Казазот».
Завод добрив у Актау почав роботу у складі Прикаспійського гірничо-металургійного комбінату (ПГМК), який звели у комплексі з Мангістауським атомним енергокомплексом. Як наслідок, на заводі добрив встановили компресорне обладнання з електроприводом. В 1990-х ПГМК та Мангістауський енергокомбінат припинили роботу, але напрямок виробництва добрив надалі вдалось частково відновити. Застаріле обладнання призводило до надмірної частки витрат на електроенергію у собівартості, тому в 2010-х вирішили доповнити майданчик власною ТЕЦ.
В 2018 (за іншими даними — 2016) році ввели в дію чотири генераторні установки на основі двигунів внутрішнього згорання потужністю по 9,73 МВт. Відпрацьовані ними гази живлять чотири котли-утилізатори, які виробляють по 4,3 тонни пари на годину.
Як паливо ТЕЦ використовує природний газ, що надходить до регіону по трубопроводу Узень — Актау.